# Lee Ju-ho
Lee Ju-ho (hangul: 이주호; nascido em 17 de fevereiro de 1961) é um economista sul-coreano que atuou como presidente interino da Coreia do Sul de maio a junho de 2025 e como primeiro-ministro interino da Coreia do Sul de maio a julho de 2025. Ele também atuou como vice-primeiro-ministro e ministro da Educação desde 2022.
Ele é professor da Escola de Políticas Públicas e Gestão do KDI. De 1º de maio a 4 de junho de 2025, após o impeachment do presidente Yoon Suk-yeol, a renúncia do primeiro-ministro e presidente interino Han Duck-soo, e a posterior renúncia do ministro da Economia (e também presidente interino) Choi Sang-mok, Lee Ju-ho assumiu simultaneamente os cargos de presidente interino da Coreia do Sul, primeiro-ministro interino, vice-primeiro-ministro e ministro da Educação.

## Início de vida
Lee Joo-ho nasceu no condado de Chilgok, província de Gyeongsang do Norte, Coreia do Sul, em 17 de fevereiro de 1961.
Lee possui três diplomas em economia - um bacharelado e um mestrado pela Universidade Nacional de Seul e um doutorado pela Universidade Cornell.

## Carreira
Ele atuou como professor no Instituto de Desenvolvimento da Coreia antes de entrar na 17ª Assembleia Nacional como representante proporcional em 2004. Em janeiro de 2009, ele atuou como Primeiro Vice-Ministro da Educação, Ciência e Tecnologia no governo de Lee Myung-bak e como Ministro em 2010, exercendo essa função até 2013. Ele foi nomeado Ministro novamente em 2022 no governo Yoon Suk Yeol.
Como ministro, Lee supervisionou várias mudanças importantes na educação. Ele estabeleceu o programa Neulbom School, que oferecia atendimento gratuito após as aulas para jovens estudantes do ensino fundamental, e supervisionou os esforços para aumentar as matrículas na faculdade de medicina em 2.000 vagas, o que acabou fracassando. Ele também defendeu o uso de livros didáticos digitais, especialmente livros didáticos baseados em inteligência artificial, introduzidos neste ano letivo.
Em 2 de maio de 2025, Lee ascendeu à presidência e ao cargo de primeiro-ministro, que ocorreu após a sequência de renúncias repentinas do anterior presidente interino e primeiro-ministro, Han Duck-soo, e do vice-primeiro-ministro, Choi Sang-mok. Como presidente interino, Lee orientou os militares a elevar sua postura de preparação ao "nível mais alto" e pediu preparativos meticulosos para garantir a condução "ordenada" e "justa" da eleição presidencial em 3 de junho. Lee também ordenou ao Ministro da Defesa em exercício, Kim Seon-ho, que supervisionasse minuciosamente a vigilância e a prontidão militar e elevasse a postura de preparação militar do país ao mais alto nível, para poder responder "de forma rápida e severa" a todo e qualquer tipo de provocação, instruindo também todos os servidores públicos a manterem uma disciplina rigorosa no que diz respeito ao seu trabalho e à neutralidade política antes das eleições presidenciais.